# Encinal (Nou Mèxic)
Encinal és una concentració de població designada pel cens dels Estats Units a l'estat de Nou Mèxic. Segons el cens del 2000 tenia 200 habitants.

## Demografia
Segons el cens del 2000, Encinal tenia 200 habitants, 58 habitatges, i 48 famílies. La densitat de població era de 5,7 habitants per km².
Dels 58 habitatges en un 27,6% hi vivien nens de menys de 18 anys, en un 44,8% hi vivien parelles casades, en un 29,3% dones solteres, i en un 17,2% no eren unitats familiars. En el 15,5% dels habitatges hi vivien persones soles el 6,9% de les quals corresponia a persones de 65 anys o més que vivien soles. El nombre mitjà de persones vivint en cada habitatge era de 3,45 i el nombre mitjà de persones que vivien en cada família era de 3,81.
Per edats la població es repartia de la següent manera: un 29% tenia menys de 18 anys, un 12,5% entre 18 i 24, un 23% entre 25 i 44, un 25,5% de 45 a 60 i un 10% 65 anys o més.
L'edat mediana era de 35 anys. Per cada 100 dones de 18 o més anys hi havia 91,9 homes.
La renda mediana per habitatge era de 40.938 $ i la renda mediana per família de 50.208 $. Els homes tenien una renda mediana de 20.625 $ mentre que les dones 18.281 $. La renda per capita de la població era de 9.496 $. Aproximadament el 18,5% de les famílies i el 23,8% de la població estaven per davall del llindar de pobresa.

## Poblacions més properes
El següent diagrama mostra les poblacions més properes.